# Constant Mongé-Misbach
Pour les articles homonymes, voir Misbach.
Constant Mongé-Misbach, ou Constant Misbach, est un peintre d'histoire français né à Paris le 5 janvier 1806 et mort dans le 5e arrondissement de Paris le 18 janvier 1871.

## Biographie
Sébastien-Modeste-Constant Mongé est le fils de Claude-Modeste Mongé (mort en 1808) et d'Anne-Suzanne-Aglaé Cudot remariée en 1809 avec Sébastien-Joseph Misbach. Élevé par ce dernier à partir de l'âge de trois ans il est finalement adopté par l'artiste le 1er avril 1830.
Élève de son père adoptif, il se livre dès l'enfance à l'étude de la peinture, à celle des historiens, des poètes et des littérateurs dont les ouvrages sont si utiles à l'artiste. Il tire son inspiration de Nicolas Poussin. Dans la composition et dans l'exécution de ses tableaux, il s’affranchit des systèmes d'écoles et ne suit que l'impulsion de son goût.
Il participe à onze reprises au Salon de peinture de Paris de 1831 à 1850. Il y expose exclusivement des tableaux à sujet mythologique ou biblique. 
En 1863, sans alliance ni postérité, il lègue au musée du Louvre deux études de son professeur Jean Bonvoisin. Par la suite, seize tableaux anciens et du XIXe siècle entrent au Louvre grâce à son legs.
Il meurt le 18 janvier 1871 à son domicile, au 34 de la rue Rollin (anciennement rue Neuve-Saint-Étienne) dans le 5e arrondissement de Paris. Il est enterré auprès de sa mère Aglaé Cudot et de son père adoptif Sébastien-Joseph Misbach dans le caveau de famille au cimetière du Montparnasse (12e division). Avec lui s'éteint la lignée artistique des Misbach.

## Œuvres
(liste non exhaustive, par ordre chronologique)
| Tableau | Titre                                                                  | Date d'exécution | Support et dimensions                                                | Notes                                                                                         | Lieu de conservation                     |
| ------- | ---------------------------------------------------------------------- | ---------------- | -------------------------------------------------------------------- | --------------------------------------------------------------------------------------------- | ---------------------------------------- |
|         | Portrait d'un architecte en costume d'officier de la garde nationale   | 1829             | huile sur toile 88 X 68 cm                                           | Le modèle tient en main un exemplaire froissé du Moniteur universel du 30 avril 1827          | Musée Carnavalet, Paris                  |
|         | Les Armes de Cimon                                                     | ca 1831          | huile                                                                | exposée au Salon de peinture et de sculpture en 1831                                          | Localisation inconnue                    |
|         | La mort de Sarpédon                                                    | ca 1833          | huile                                                                | exposée au Salon de peinture et de sculpture en 1833                                          | Localisation inconnue                    |
|         | Cléonide et Cléombrote                                                 | ca 1834          | huile                                                                | exposée au Salon de peinture et de sculpture en 1834                                          | Localisation inconnue                    |
|         | Le Bon Samaritain                                                      | ca 1835          | huile                                                                | exposée au Salon de peinture et de sculpture en 1835                                          | Localisation inconnue                    |
|         | Jésus-Christ baptisé par saint Jean                                    | 1836             | huile sur toile 205 X 130 signée en bas à droite SM Constant Misbach | exposée au Salon de peinture et de sculpture en 1836                                          | Église de Cassen, Montfort-en-Chalosse   |
|         | Le Centenier (rencontre de Jésus avec le centurion)                    | 1838             | huile sur toile                                                      | exposée au Salon de peinture et de sculpture en 1838                                          | Église Notre-Dame de la Carce, Marvejols |
|         | Jésus à la montagne des oliviers                                       | ca 1838          | huile                                                                | exposée au Salon de peinture et de sculpture en 1838                                          | Localisation inconnue                    |
|         | L'Adoration des bergers                                                | 1839             | huile sur toile signée en bas à gauche SM Constant Misbach           | exposée au Salon de peinture et de sculpture en 1839                                          | Église Notre-Dame, Monbahus              |
|         | L'Annonciation                                                         | ca 1841          | huile                                                                | exposée au Salon de peinture et de sculpture en 1841                                          | Localisation inconnue                    |
|         | L'Adoration des mages                                                  | Juin 1842        | huile sur toile signée en bas à gauche SM Constant Misbach           |                                                                                               | Église Saint-Géraud, Aurillac            |
|         | Jésus montant au Calvaire tombe, accablé sous le poids de sa croix     | ca 1844          | huile                                                                | exposée au Salon de peinture et de sculpture en 1844                                          | Localisation inconnue                    |
|         | Jésus, après sa résurrection, apparaît à Marie-Madeleine               | ca 1848          | huile                                                                | exposée au Salon de peinture et de sculpture en 1848                                          | Localisation inconnue                    |
|         | Thésée vainqueur du Minotaure, Il rend grâces aux dieux de sa victoire | ca 1849          | huile sur toile 104 X 84 signée en bas à droite SM Constant Misbach  | exposée au Salon de peinture et de sculpture en 1849 Vente Raymond De Nicolay Paris juin 2002 | Collection particulière                  |
|         | Sainte Geneviève                                                       | ca 1850          | huile                                                                | exposée au Salon de peinture et de sculpture en 1850                                          | Localisation inconnue                    |

## Œuvres de sa collection, léguées au musée du Louvre
- 1863
  - Saint Sébastien, de Jean Bonvoisin, déposée en 1876 à Clermont-Ferrand.
  - Le Berger Pâris, de Jean Bonvoisin, déposée en 1876 à Avranches, œuvre détruite lors de la Deuxième Guerre mondiale.

- 1871
  - La Déploration du Christ de Dirk Bouts, musée du Louvre, ce tableau porte le numéro d'inventaire R.F. 1, c'est le premier tableau acquis par le Louvre après le Second Empire.